# Női vízilabdatorna a 2004. évi nyári olimpiai játékokon
A 2004. évi nyári olimpiai játékokon a női vízilabdatornát augusztus 16. 26. között rendezték az athéni Központi Olimpiai Uszodában. A tornán 8 nemzet csapata vett részt. A címvédő az ausztrál válogatott volt, a tornát az olasz csapat nyerte.

## Lebonyolítás
A csapatokat 2 darab 4 csapatból álló csoportba sorsolták. A csoporton belül körmérkőzések döntötték el a csoportok végeredményét. Azonos pontszám esetén az egymás elleni eredmény döntött. A csoportmérkőzések után az 1. helyezettek közvetlenül az elődöntőbe kerültek. A csoportok 4. helyezettjei a 7. helyért játszhattak. A 2. és a 3. helyezettek keresztbejátszással döntötték el az elődöntőbe jutást. A két párosítás vesztese mérkőzhetett az 5. helyért. Az elődöntő győztesei játszották a döntőt, a vesztesek a bronzéremért játszhattak.

## Csoportkör
| Színmagyarázat                                                                                   |
| ------------------------------------------------------------------------------------------------ |
| A csoportok első helyezettjei bejutottak az elődöntőbe.                                          |
| A csoportok második és harmadik helyezettjei a 4 közé jutásért egy további mérkőzést játszottak. |
| A csoportok negyedik helyezettjei a 7. helyért játszhattak.                                      |

### A csoport
| Csapat            | M | Gy | D | V | G+ | G– | Gk | P |
| ----------------- | - | -- | - | - | -- | -- | -- | - |
| Ausztrália (AUS)  | 3 | 2  | 0 | 1 | 22 | 16 | +6 | 5 |
| Olaszország (ITA) | 3 | 2  | 1 | 0 | 20 | 14 | +6 | 4 |
| Görögország (GRE) | 3 | 1  | 1 | 1 | 17 | 20 | −3 | 3 |
| Kazahsztán (KAZ)  | 3 | 0  | 3 | 0 | 16 | 25 | −9 | 0 |

| 2004. augusztus 16. 10:45 | Ausztrália (AUS)     | 6–5 | Olaszország (ITA) | Központi Olimpiai Uszoda Játékvezetők: Peter Bookelman (NED), Sergio Borrell (ESP) |
| 2004. augusztus 16. 10:45 | (3–1, 1–2, 1–1, 1–1) |     |                   | Központi Olimpiai Uszoda Játékvezetők: Peter Bookelman (NED), Sergio Borrell (ESP) |
| 2004. augusztus 16. 10:45 | Gynther, Heuchan 2   |     | öt játékos 1      | Központi Olimpiai Uszoda Játékvezetők: Peter Bookelman (NED), Sergio Borrell (ESP) |

| 2004. augusztus 16. 17:45 | Görögország (GRE)    | 8–6 | Kazahsztán (KAZ)       | Központi Olimpiai Uszoda Játékvezetők: Radu Matache (ROU), Daniel Legare (CAN) |
| 2004. augusztus 16. 17:45 | (2–2, 2–1, 2–2, 2–1) |     |                        | Központi Olimpiai Uszoda Játékvezetők: Radu Matache (ROU), Daniel Legare (CAN) |
| 2004. augusztus 16. 17:45 | Rumbészi 2           |     | Gricenko, Dzsakajeva 2 | Központi Olimpiai Uszoda Játékvezetők: Radu Matache (ROU), Daniel Legare (CAN) |

| 2004. augusztus 18. 09:30 | Ausztrália (AUS)     | 9–4 | Kazahsztán (KAZ) | Központi Olimpiai Uszoda Játékvezetők: Boris Margeta (SLO), Hector Valcarce (ARG) |
| 2004. augusztus 18. 09:30 | (3–2, 2–1, 2–0, 2–1) |     |                  | Központi Olimpiai Uszoda Játékvezetők: Boris Margeta (SLO), Hector Valcarce (ARG) |
| 2004. augusztus 18. 09:30 | Heuchan, Norwood 3   |     | négy játékos 1   | Központi Olimpiai Uszoda Játékvezetők: Boris Margeta (SLO), Hector Valcarce (ARG) |

| 2004. augusztus 18. 17:45 | Görögország (GRE)    | 2–7 | Olaszország (ITA)  | Központi Olimpiai Uszoda Játékvezetők: Sergio Borrell (ESP), Radosław Koryzna (POL) |
| 2004. augusztus 18. 17:45 | (0–3, 2–2, 0–1, 0–1) |     |                    | Központi Olimpiai Uszoda Játékvezetők: Sergio Borrell (ESP), Radosław Koryzna (POL) |
| 2004. augusztus 18. 17:45 | Liószi, Moraitídu 1  |     | Di Mario, Miceli 3 | Központi Olimpiai Uszoda Játékvezetők: Sergio Borrell (ESP), Radosław Koryzna (POL) |

| 2004. augusztus 20. 09:00 | Olaszország (ITA)    | 8–6 | Kazahsztán (KAZ) | Központi Olimpiai Uszoda Játékvezetők: Mario Brguljan (SCG), Yesenia Marrero (USA) |
| 2004. augusztus 20. 09:00 | (2–0, 3–1, 1–4, 2–1) |     |                  | Központi Olimpiai Uszoda Játékvezetők: Mario Brguljan (SCG), Yesenia Marrero (USA) |
| 2004. augusztus 20. 09:00 | Di Mario 4           |     | Koroljova 3      | Központi Olimpiai Uszoda Játékvezetők: Mario Brguljan (SCG), Yesenia Marrero (USA) |

| 2004. augusztus 20. 18:00 | Ausztrália (AUS)     | 7–7 | Görögország (GRE) | Központi Olimpiai Uszoda Játékvezetők: Aaron Chaney (USA), Kiszelly Gábor (HUN) |
| 2004. augusztus 20. 18:00 | (1–2, 3–5, 2–0, 1–0) |     |                   | Központi Olimpiai Uszoda Játékvezetők: Aaron Chaney (USA), Kiszelly Gábor (HUN) |
| 2004. augusztus 20. 18:00 | Castle, Gynther 3    |     | Aszilián, Lára 2  | Központi Olimpiai Uszoda Játékvezetők: Aaron Chaney (USA), Kiszelly Gábor (HUN) |

### B csoport
| Csapat                 | M | Gy | D | V | G+ | G– | Gk | P |
| ---------------------- | - | -- | - | - | -- | -- | -- | - |
| Egyesült Államok (USA) | 3 | 2  | 0 | 1 | 20 | 16 | +4 | 4 |
| Oroszország (RUS)      | 3 | 2  | 0 | 1 | 21 | 22 | –1 | 4 |
| Magyarország (HUN)     | 3 | 1  | 0 | 2 | 19 | 20 | –1 | 2 |
| Kanada (CAN)           | 3 | 1  | 0 | 2 | 16 | 18 | –2 | 2 |

| 2004. augusztus 16. 09:30 | Egyesült Államok (USA) | 7–6 | Magyarország (HUN) | Központi Olimpiai Uszoda Játékvezetők: Nikolaos Stavropoulos (GRE), Mario Brguljan (SCG) |
| 2004. augusztus 16. 09:30 | (4–1, 0–2, 1–2, 2–1)   |     |                    | Központi Olimpiai Uszoda Játékvezetők: Nikolaos Stavropoulos (GRE), Mario Brguljan (SCG) |
| 2004. augusztus 16. 09:30 | Villa 4                |     | hat játékos 1      | Központi Olimpiai Uszoda Játékvezetők: Nikolaos Stavropoulos (GRE), Mario Brguljan (SCG) |

| 2004. augusztus 16. 16:30 | Oroszország (RUS)    | 8–6 | Kanada (CAN) | Központi Olimpiai Uszoda Játékvezetők: Erhan Tulga (TUR), Torsten Bock (GER) |
| 2004. augusztus 16. 16:30 | (1–2, 3–0, 2–3, 2–1) |     |              | Központi Olimpiai Uszoda Játékvezetők: Erhan Tulga (TUR), Torsten Bock (GER) |
| 2004. augusztus 16. 16:30 | Konuh 3              |     | Gardiner 2   | Központi Olimpiai Uszoda Játékvezetők: Erhan Tulga (TUR), Torsten Bock (GER) |

| 2004. augusztus 18. 10:45 | Egyesült Államok (USA) | 5–6 | Kanada (CAN) | Központi Olimpiai Uszoda Játékvezetők: Nikolaos Stavropoulos (GRE), Noel Harrod (AUS) |
| 2004. augusztus 18. 10:45 | (0–0, 1–0, 3–1, 1–5)   |     |              | Központi Olimpiai Uszoda Játékvezetők: Nikolaos Stavropoulos (GRE), Noel Harrod (AUS) |
| 2004. augusztus 18. 10:45 | öt játékos 1           |     | Bégin 3      | Központi Olimpiai Uszoda Játékvezetők: Nikolaos Stavropoulos (GRE), Noel Harrod (AUS) |

| 2004. augusztus 18. 16:30 | Oroszország (RUS)    | 9–8 | Magyarország (HUN) | Központi Olimpiai Uszoda Játékvezetők: Peter Bookelman (NED), Torsten Bock (GER) |
| 2004. augusztus 18. 16:30 | (2–1, 3–3, 2–3, 2–1) |     |                    | Központi Olimpiai Uszoda Játékvezetők: Peter Bookelman (NED), Torsten Bock (GER) |
| 2004. augusztus 18. 16:30 | három játékos 3      |     | három játékos 2    | Központi Olimpiai Uszoda Játékvezetők: Peter Bookelman (NED), Torsten Bock (GER) |

| 2004. augusztus 20. 10:15 | Egyesült Államok (USA) | 8–4 | Oroszország (RUS) | Központi Olimpiai Uszoda Játékvezetők: Sergio Borrell (ESP), Boris Margeta (SLO) |
| 2004. augusztus 20. 10:15 | (1–1, 4–1, 2–1, 1–1)   |     |                   | Központi Olimpiai Uszoda Játékvezetők: Sergio Borrell (ESP), Boris Margeta (SLO) |
| 2004. augusztus 20. 10:15 | Beauregard, Villa 2    |     | négy játékos 1    | Központi Olimpiai Uszoda Játékvezetők: Sergio Borrell (ESP), Boris Margeta (SLO) |

| 2004. augusztus 20. 16:45 | Magyarország (HUN)   | 5–4 | Kanada (CAN)   | Központi Olimpiai Uszoda Játékvezetők: Radu Matache (ROU), Roberto Pentronilli (ITA) |
| 2004. augusztus 20. 16:45 | (1–2, 2–0, 2–1, 0–1) |     |                | Központi Olimpiai Uszoda Játékvezetők: Radu Matache (ROU), Roberto Pentronilli (ITA) |
| 2004. augusztus 20. 16:45 | Stieber 2            |     | négy játékos 1 | Központi Olimpiai Uszoda Játékvezetők: Radu Matache (ROU), Roberto Pentronilli (ITA) |

## Egyenes kieséses szakasz
|  |               |                    |               |                        |                        |               |                   |                   |                   |                   |               |               |               |
|  | Negyeddöntők  | Negyeddöntők       | Negyeddöntők  |                        |                        | Elődöntők     | Elődöntők         | Elődöntők         |                   |                   | Döntő         | Döntő         | Döntő         |
|  | Negyeddöntők  | Negyeddöntők       | Negyeddöntők  |                        |                        | Elődöntők     | Elődöntők         | Elődöntők         |                   |                   | Döntő         | Döntő         | Döntő         |
|  | augusztus 22. | augusztus 22.      | augusztus 22. | augusztus 24.          | augusztus 24.          | augusztus 24. |                   |                   |                   |                   |               |               |               |
|  | augusztus 22. | augusztus 22.      | augusztus 22. | augusztus 24.          | augusztus 24.          | augusztus 24. |                   |                   |                   |                   |               |               |               |
|  | B2            | Oroszország (RUS)  | 4             | A1                     | Ausztrália (AUS)       | 2             |                   |                   |                   |                   |               |               |               |
|  | B2            | Oroszország (RUS)  | 4             | A1                     | Ausztrália (AUS)       | 2             |                   |                   |                   |                   |               |               |               |
|  | A3            | Görögország (GRE)  | 7             |                        |                        |               | Görögország (GRE) | 6                 |                   |                   | augusztus 26. | augusztus 26. | augusztus 26. |
|  | A3            | Görögország (GRE)  | 7             |                        |                        |               | Görögország (GRE) | 6                 |                   |                   | augusztus 26. | augusztus 26. | augusztus 26. |
|  |               |                    |               |                        |                        |               | Görögország (GRE) | Görögország (GRE) | 9                 |                   |               |               |               |
|  |               |                    |               |                        |                        |               | Görögország (GRE) | Görögország (GRE) | 9                 |                   |               |               |               |
|  | augusztus 22. | augusztus 22.      | augusztus 22. | augusztus 24.          | augusztus 24.          | augusztus 24. |                   |                   | Olaszország (ITA) | Olaszország (ITA) | 10            |               |               |
|  | augusztus 22. | augusztus 22.      | augusztus 22. | augusztus 24.          | augusztus 24.          | augusztus 24. |                   |                   | Olaszország (ITA) | Olaszország (ITA) | 10            |               |               |
|  | A2            | Olaszország (ITA)  | 8             | B1                     | Egyesült Államok (USA) | 5             |                   |                   |                   |                   |               |               |               |
|  | A2            | Olaszország (ITA)  | 8             | B1                     | Egyesült Államok (USA) | 5             |                   |                   |                   |                   |               |               |               |
|  | B3            | Magyarország (HUN) | 5             |                        |                        |               | Olaszország (ITA) | 6                 |                   |                   | Bronzmérkőzés | Bronzmérkőzés | Bronzmérkőzés |
|  | B3            | Magyarország (HUN) | 5             |                        |                        |               | Olaszország (ITA) | 6                 |                   |                   | Bronzmérkőzés | Bronzmérkőzés | Bronzmérkőzés |
|  |               |                    |               |                        |                        |               | augusztus 26.     |                   |                   |                   |               |               |               |
|  |               |                    |               |                        |                        |               |                   |                   |                   |                   |               |               |               |
|  |               |                    |               | Ausztrália (AUS)       | Ausztrália (AUS)       | 5             |                   |                   |                   |                   |               |               |               |
|  |               |                    |               | Ausztrália (AUS)       | Ausztrália (AUS)       | 5             |                   |                   |                   |                   |               |               |               |
|  |               |                    |               | Egyesült Államok (USA) | Egyesült Államok (USA) | 6             |                   |                   |                   |                   |               |               |               |
|  |               |                    |               | Egyesült Államok (USA) | Egyesült Államok (USA) | 6             |                   |                   |                   |                   |               |               |               |
|  |               |                    |               |                        |                        |               |                   |                   |                   |                   |               |               |               |

### Az elődöntőbe jutásért
| 2004. augusztus 22. 17:00 | Görögország (GRE)    | 7–4 | Oroszország (RUS) | Központi Olimpiai Uszoda Játékvezetők: Zoran Tomić (CRO), Mario Brguljan (SCG) |
| 2004. augusztus 22. 17:00 | (2–1, 3–0, 2–1, 0–2) |     |                   | Központi Olimpiai Uszoda Játékvezetők: Zoran Tomić (CRO), Mario Brguljan (SCG) |
| 2004. augusztus 22. 17:00 | Liószi, Rumbészi 2   |     | négy játékos 1    | Központi Olimpiai Uszoda Játékvezetők: Zoran Tomić (CRO), Mario Brguljan (SCG) |

| 2004. augusztus 22. 18:15 | Olaszország (ITA)    | 8–5 | Magyarország (HUN) | Központi Olimpiai Uszoda Játékvezetők: Sergio Borrell (ESP), Boris Margeta (SLO) |
| 2004. augusztus 22. 18:15 | (2–1, 2–2, 2–2, 2–0) |     |                    | Központi Olimpiai Uszoda Játékvezetők: Sergio Borrell (ESP), Boris Margeta (SLO) |
| 2004. augusztus 22. 18:15 | Di Mario 3           |     | Drávucz, Stieber 2 | Központi Olimpiai Uszoda Játékvezetők: Sergio Borrell (ESP), Boris Margeta (SLO) |

### Elődöntők
| 2004. augusztus 24. 17:00 | Egyesült Államok (USA) | 5–6 | Olaszország (ITA) | Központi Olimpiai Uszoda Játékvezetők: Kiszelly Gábor (HUN), Zoran Tomić (CRO) |
| 2004. augusztus 24. 17:00 | (2–1, 1–1, 1–0, 1–4)   |     |                   | Központi Olimpiai Uszoda Játékvezetők: Kiszelly Gábor (HUN), Zoran Tomić (CRO) |
| 2004. augusztus 24. 17:00 | öt játékos 1           |     | Di Mario 2        | Központi Olimpiai Uszoda Játékvezetők: Kiszelly Gábor (HUN), Zoran Tomić (CRO) |

| 2004. augusztus 24. 18:15 | Ausztrália (AUS)     | 2–6 | Görögország (GRE) | Központi Olimpiai Uszoda Játékvezetők: Peter Bookelman (NED), Torsten Bock (GER) |
| 2004. augusztus 24. 18:15 | (1–4, 0–1, 1–1, 0–0) |     |                   | Központi Olimpiai Uszoda Játékvezetők: Peter Bookelman (NED), Torsten Bock (GER) |
| 2004. augusztus 24. 18:15 | Fox, Stuhmcke 1      |     | Rumbészi 2        | Központi Olimpiai Uszoda Játékvezetők: Peter Bookelman (NED), Torsten Bock (GER) |

### A 7. helyért
| 2004. augusztus 22. 10:45 | Kazahsztán (KAZ)     | 4–10 | Kanada (CAN)   | Központi Olimpiai Uszoda Játékvezetők: Radosław Koryzna (POL), Elizabeth Burman (NZL) |
| 2004. augusztus 22. 10:45 | (0–2, 1–4, 3–3, 0–1) |      |                | Központi Olimpiai Uszoda Játékvezetők: Radosław Koryzna (POL), Elizabeth Burman (NZL) |
| 2004. augusztus 22. 10:45 | Koroljova 4          |      | négy játékos 2 | Központi Olimpiai Uszoda Játékvezetők: Radosław Koryzna (POL), Elizabeth Burman (NZL) |

### Az 5. helyért
| 2004. augusztus 24. 10:45 | Oroszország (RUS)              | 12–11 (h. u.) | Magyarország (HUN) | Központi Olimpiai Uszoda Játékvezetők: Daniel Legare (CAN), Noel Harrod (AUS) |
| 2004. augusztus 24. 10:45 | (3–5, 1–2, 4–0, 2–3, 1–0, 1–1) |               |                    | Központi Olimpiai Uszoda Játékvezetők: Daniel Legare (CAN), Noel Harrod (AUS) |
| 2004. augusztus 24. 10:45 | Szalimova 4                    |               | Drávucz, Stieber 3 | Központi Olimpiai Uszoda Játékvezetők: Daniel Legare (CAN), Noel Harrod (AUS) |

### Bronzmérkőzés
| 2004. augusztus 26. 17:00 | Ausztrália (AUS)     | 5–6 | Egyesült Államok (USA) | Központi Olimpiai Uszoda Játékvezetők: Peter Bookelman (NED), Torsten Bock (GER) |
| 2004. augusztus 26. 17:00 | (0–0, 0–4, 3–1, 2–1) |     |                        | Központi Olimpiai Uszoda Játékvezetők: Peter Bookelman (NED), Torsten Bock (GER) |
| 2004. augusztus 26. 17:00 | Brooks 2             |     | Estes 3                | Központi Olimpiai Uszoda Játékvezetők: Peter Bookelman (NED), Torsten Bock (GER) |

### Döntő
| 2004. augusztus 26. 18:15 | Görögország (GRE)              | 9–10 (h. u.) | Olaszország (ITA) | Központi Olimpiai Uszoda Játékvezetők: Boris Margeta (SLO), Kiszelly Gábor (HUN) |
| 2004. augusztus 26. 18:15 | (3–2, 3–3, 0–1, 1–1, 2–2, 0–1) |              |                   | Központi Olimpiai Uszoda Játékvezetők: Boris Margeta (SLO), Kiszelly Gábor (HUN) |
| 2004. augusztus 26. 18:15 | Liószi 5                       |              | Grego, Miceli 3   | Központi Olimpiai Uszoda Játékvezetők: Boris Margeta (SLO), Kiszelly Gábor (HUN) |

| A 2004. évi nyári olimpiai játékok női vízilabdatornájának olimpiai bajnoka |
| · OLASZORSZÁG · 1. cím                                                      |
| --------------------------------------------------------------------------- |

## Végeredmény
| Helyezés | Csapat                 | M | Gy | D | V | G+ | G– | Gk  | P  |
| -------- | ---------------------- | - | -- | - | - | -- | -- | --- | -- |
| Arany    | Olaszország (ITA)      | 6 | 5  | 0 | 1 | 44 | 33 | +11 | 10 |
| Ezüst    | Görögország (GRE)      | 6 | 3  | 1 | 2 | 39 | 36 | +3  | 7  |
| Bronz    | Egyesült Államok (USA) | 5 | 3  | 0 | 2 | 31 | 27 | +4  | 6  |
| 4.       | Ausztrália (AUS)       | 5 | 2  | 1 | 2 | 29 | 28 | +1  | 5  |
|          |                        |   |    |   |   |    |    |     |    |
| 5.       | Oroszország (RUS)      | 5 | 3  | 0 | 2 | 37 | 40 | –3  | 6  |
| 6.       | Magyarország (HUN)     | 5 | 1  | 0 | 4 | 35 | 40 | –5  | 2  |
| 7.       | Kanada (CAN)           | 4 | 2  | 0 | 2 | 26 | 22 | +4  | 4  |
| 8.       | Kazahsztán (KAZ)       | 4 | 0  | 0 | 4 | 20 | 35 | –15 | 0  |